# Clemente Maglietta
Clemente Maglietta (Napoli, 22 febbraio 1910 – 10 ottobre 1993) è stato un politico, partigiano e sindacalista italiano.

## Biografia

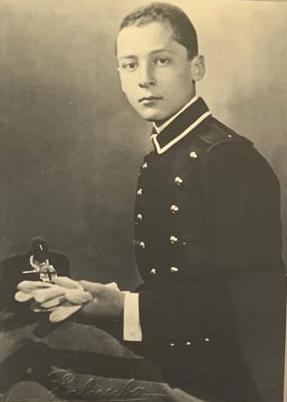
Clemente Maglietta alla Nunziatella

Fu allievo del corso 1924-27 del Collegio Militare della Nunziatella di Napoli.
Iscritto al Partito Comunista Italiano dal 1931, viene arrestato l'anno successivo e condannato ad otto anni di reclusione. Scarcerato prima della decorrenza della pena, partecipa come volontario nelle brigate internazionali alla guerra civile spagnola. Imprigionato in Francia, partecipa dopo l'armistizio nel 1943 al movimento di resistenza nel napoletano. Al termine del conflitto viene nominato primo segretario generale della CGIL di Napoli, e successivamente viene eletto nelle file del suo partito alla Camera dei deputati dalla I alla III legislatura, dal 1948 al 1963.
Gli è stata dedicata una via a Napoli, nel quartiere Ponticelli.